# Em Cima da Hora (telejornal)
Em Cima da Hora foi um telejornal brasileiro transmitido pela Globo News, que informava hora, em 22 edições diárias as principais notícias no Brasil e no mundo. Tendo a 1ª edição da história apresentada por Renata Vasconcellos e Eduardo Grillo. 
Conhecido pela rapidez com que divulga os principais acontecimentos, atualizados a cada nova edição,[carece de fontes?] desde o dia 10 de novembro de 2008, ganhou novo cenário e vinheta e também boletins paulistas apresentados por Ana Paula Couto.
Em outubro de 2009 o Em Cima da Hora - Edição das 18h passou a ser apresentado por Leilane Neubarth e o Em Cima da Hora - Edição das 10h também passou ser apresentado somente por Luciano Cabral e Raquel Novaes. Foi exibido pela última vez no dia 17 de outubro de 2010 para dar lugar ao Jornal da Globo News.